# Hadžići
Hadžići (serbisch-kyrillisch Хаџићи) ist eine Gemeinde südwestlich von Sarajevo in Bosnien und Herzegowina.

## Geographie
Die Gemeinde befindet sich westlich des Sarajevo polje an der Magistralstraße 17 Sarajevo–Konjic. Auch die neue Autobahn A1, die künftig bis nach Mostar führen soll, sowie die Bahnstrecke Sarajevo–Ploče durchqueren das Gemeindegebiet. Alle Verkehrsverbindungen zwischen Sarajevo und Mostar führen über den Pass Ivan sedlo (955 m) an der Gemeindegrenze zwischen Hadžići und Konjic, die gleichzeitig die historische Grenze zwischen Bosnien und der Herzegowina darstellt.
Nachbargemeinden sind Kreševo und Kiseljak im Norden, Ilidža im Osten, Trnovo (FBiH) im Südosten sowie Konjic im Süden und Westen.

## Bombardierung durch die NATO mit Uranmunition
Im Bosnienkrieg wurde die Stadt Anfang September 1995 von der NATO bombardiert, da sich dort ein Waffendepot der Vojska Republike Srpske befand. Dabei gingen auf Hadžići und die Gegend von Han Pijesak über 3 Tonnen Uranmunition nieder. Nachdem die serbische Armee in der Stadt 3000fach erhöhte radioaktive Werte feststellte, wurde die Bevölkerung – etwa 7000 Personen – nach Bratunac evakuiert. Durch den Einsatz abgereicherten Urans kamen nach dem Krieg viele der ehemaligen Einwohner an Folgeschäden ums Leben, die Zahlen sind je nach Quelle unterschiedlich. Frieder Wagner geht in seinem Film Deadly Dust von 1.112 Toten durch Krebserkrankungen bis Ende 2000 aus, während Svetlana Jovanović, Ärztin im Gesundheitszentrum von Hadžići, die Zahl von 650 Toten von Ende 1995 bis Mitte 2004 nennt, von denen 40 an Krebs oder Leukämie starben. Dr. Slavko Zdale, Arzt und Wissenschaftler, konstatierte eine fünf- bis sechsfache Erhöhung von Leukämieerkrankungen in der Region im Vergleich zur Zeit vor dem Jugoslawienkrieg. Die UNEP stritt im Jahr 2002 jegliche Gesundheitsgefährdung durch abgereichertes Uran ab. Deutsche Soldaten haben nach Auskunft der SFOR im 1995 beschossenen Komplex eine geringere Strahlung festgestellt, als sie normalerweise im Erdreich vorkommt.

## Verkehr
Hadžići liegt an der Bahnstrecke Sarajevo–Ploče der Željeznice Federacije Bosne i Hercegovine (ŽFBH). 1891 wurde mit der Eröffnung der schmalspurigen Narentabahn die Ortschaft ans Eisenbahnnetz angeschlossen. 1963 bis 1966 trassierten die Jugoslawischen Staatsbahnen (JŽ) die Bahnlinie neu und bauten sie auf Normalspur um.
Durch Hadžići führt die stark befahrene Magistralstraße 17, die bis zur Fertigstellung des nördlich verlaufenden Abschnitts der Autobahn A1 2022 die einzige direkte Straßenverbindung zwischen Sarajevo und Mostar darstellte.